# Buyan
Buyan (tiếng Nga: Буян) là một địa danh nổi tiếng trong tiềm thức dân gian Nga.

## Lịch sử
Truyền thuyết Buyan được nhắc đến ít nhất từ văn bản Cưu thư, tương ứng thế kỷ XV tại cộng hòa Novgorod. Tuy nhiên, địa danh này chỉ trở nên phổ biến trong dân gian Nga nhờ sử thi Truyện sa hoàng Saltan của đại thi hào Aleksandr S. Pushkin, nghĩa là phải đợi thêm 4 thế kỷ sau.
Ngày nay, có rất nhiều tạp thuyết về ý nghĩa thật của danh từ Buyan (Буян), nhưng tựu trung đều quy về ngữ hệ Turk - một thành tố vô cùng trọng yếu tạo nên tiếng Nga cận đại. Mà đa phần sự giải nghĩa đều hướng tới bản chất của xã hội Novgorod, thường được coi là thời đại phát đạt nhất của văn hóa thủ công mĩ nghệ, giao thương và kết cấu đô thị tại Nga.

## Huyền sử
Tương truyền, Buyan là một ốc đảo chơ vơ ngoài bể cả, tứ bề sương giăng dày đặc, phải là người có nhuệ khí lắm hoặc được Ơn Trên soi lối thì may ra mới tới được nơi này. Dù vậy, Buyan cũng chỉ hiện ra khi nước triều rút, còn lúc triều lên thì đảo biến mất như không tồn tại, đã có lời đồn rằng một số ngư phủ hoặc người đắm thuyền thấy được Buyan trong chớp mắt.
Bảo bối
Buyan vốn là nơi thời gian ngưng đọng, chốn trú ngụ của ba anh em thần gió Bắc, Tây và Đông, rồi cả nàng Zorya tóc vàng - nữ thần bình minh, em út của các thần thái dương, nguyệt cầu, tinh tú, sau khi đã chu du khắp thế gian phục vụ tạo vật. Đây cũng là nơi thần thì tiết Perun dự trữ khí hậu, để đến lúc thì tung ra khắp thế gian. Chính vì thế, đảo được Bề Trên ban tặng những quyền năng kì diệu, hễ tráng sĩ nào muốn tiễu trừ sự dữ đều phải tới đây xin một ơn huệ.
Ở giữa đảo cũng là điểm cao nhất, có gốc sồi cổ thụ, trên cây sồi có treo một chiếc rương, trong rương lại nhốt một thỏ, trong con thỏ có con vịt, trong con vịt thì có quả trứng, trong trứng lại có chiếc kim vàng. Chiếc kim được coi như mạng vận hung thần Koshchey Bất Tử, bởi hễ bắn cây kim này vào y thì y ắt tan xương nát thịt, vĩnh viễn không tồn tại trên đời nữa. Ngoài ra, thần linh còn cất trên đảo tảng đá thiêng Alatyr, có khả năng tịch tà, trị bịnh và nhất là ban cho nhân loại sự ước gì được nấy, cùng bộ lông cừu đen có khả năng đem sự thịnh vượng cho ai sở hữu. Nhưng chư thần ủy thác đá thiêng cho con chim mỏ sắt vuốt đồng Gagana, còn lông cừu đen cho con rắn khôn ngoan Garafena. Muốn chiếm được báu vật thì tất yếu phải hạ được hai con quái này.
Vì thế, hung thần Koshchey được coi là hiểm họa đối với sự sinh tồn của Buyan. Y luôn lẩn quẩn quanh đảo trong hình dạng lúc là con diều hâu khi là trận gió mù, hòng chiếm báu vật linh thiêng để ngoi lên làm chủ nhân ông cả thế gian.
Đô thị
Đảo Buyan tuy rất nhỏ, tới mức soi kính hiển vi cũng không thấy trên dư đồ, nhưng lại là một cảng thị vô cùng phồn vinh. Thành Ledenets (Леденец / "[sặc sỡ lấp lánh như] kẹo mật") nằm ở lưng đồi nên có ngay những mỏ vàng mỏ bạc phẩm chất cao, bên trong thành phố lại có gốc cổ thụ nữa, dưới cổ thụ có con sóc biết hát và nhằn hồ đào thành đá quý. Các gấm nhung vải vóc ở đây cũng đều thượng hạng vì được tay thợ khéo dệt ra. Nhìn chung, con người nơi đây sống sung túc, mở hội quanh năm và chẳng bao giờ biết ưu phiền.

## Văn hóa
Thời kì sa hoàng Nikolay Đệ Nhị nỗ lực trấn áp các lực lượng có tư tưởng cách mạng, thi hào Aleksandr S. Pushkin đã sáng tác sử thi Truyện sa hoàng Saltan để ngụ ý về sự khai phóng. Trong tác phẩm, ông đề xuất đảo Buyan làm một hình mẫu lý tưởng của xã hội cộng hòa, nơi mà nhà cai trị chỉ mang tính tượng trưng và nếu có đăng cơ thì phải được số đông tán thành.
Nền cộng hòa "kiểu Buyan" lấy cần lao tích cực và ý thức trách nhiệm làm phương tiện xác lập quyền dân sự cũng như kiến tạo cộng đồng, qua hình tượng đảo quốc phi chủ nhân và cũng không tồn tại bất cứ lực lượng võ trang nào. Khi có biến, đảo dân chỉ việc ra bờ bể gọi anh hùng Chernomor dẫn theo 32 tráng sĩ kiêu dũng lên bảo vệ, sau đó đoàn khổng nhân về lại đáy bể mà không mưu cầu trả ơn.
Kiểu mẫu Buyan về sau được Lenin áp dụng trong chính sách tân kinh tế và được các chính phủ Tô Liên kế thừa trong các giai đoạn lịch sử khốc liệt cần tới ý thức công dân nhất. Đặc biệt, tại Tô Liên từng có những thành công nhất định trong chính sách nông trang tập thể. Theo tài liệu lưu trữ được công bố thời cải tổ, trong cuộc họp bất thường đảng Bolshevik về việc tái cấu trúc các nước cộng hòa Soviet sau nội chiến thành nước cộng hòa duy nhất, Buyan là một trong những quốc danh được ưu tiên, nhưng sau đó Soviet được chọn vì dễ phát âm hơn.

## Liên kết
1. ↑  Dietrich, Anton (1857). Russian Popular Tales. tr. 23.
2. ↑  Юдин А. В. Буян // Русская ономастика и ономастика России. Словарь / Под ред. О. Н. Трубачёва. — М.: Школа-пресс, 1994. — С. 43. — ISBN 5-88527-066-X
3. ↑  "Русская Германия | 2011 | 23 | Как попал остров Рюген в сказку Пушкина". www.rg-rb.de. Truy cập ngày 8 tháng 1 năm 2020. {{Chú thích web}}: no-break space character trong |title= tại ký tự số 56 (trợ giúp)
4. ↑  Maria Kravchenko, "The World of the Russian Fairy Tale", Lang, 1987, S. 144
5. ↑  Dixon-Kennedy, Mike (1998). Encyclopedia of Russian and Slavic myth and legend. ABC-CLIO. tr. 48. ISBN 978-1-57607-130-4.

### Tư liệu
- "Buyan, a Russian-cuisine restaurant in Singapore". Bản gốc lưu trữ ngày 25 tháng 6 năm 2011. Truy cập ngày 5 tháng 6 năm 2021.